# Список птиц Ирака
В списке птиц Ирака представлены виды птиц, обитающих в Ираке. Орнитофауна Ирака представлена 415 видами, из которых два интродукцированы человеком и около тридцати залётных.

## Поганкообразные
Семейство поганковые:
Малая поганка
Красношейная поганка
Чомга
Черношейная поганка

## Веслоногие
Семейство Фаэтоновые:
Красноклювый фаэтон
Семейство Пеликановые:
Розовоспинный пеликан;
Розовый пеликан;
Кудрявый пеликан;
Семейство Баклановые:
Большой баклан;
Сокотринский баклан;
Хохлатый баклан;
Малый баклан;
Семейство Змеешейковые:
Черношейная змеешейка

## Аистообразные
Семейство аистовые:
Белый аист
Чёрный аист
Семейство ибисовые:
Священный ибис
Лесной ибис
Каравайка
Колпица

## Фламингообразные
Семейство фламинговые:
Фламинго розовый

## Гусеобразные
Семейство утиные:
Лебедь-шипун
Тундряной лебедь
Белолобый гусь
Серый гусь
Пискулька
Краснозобая казарка
Огарь
Пеганка
Хлопковый блестящий чирок
Свиязь
Косатка
Серая утка
Чирок-свистунок
Кряква
Шилохвость
Чирок-трескунок
Широконоска
Мраморный чирок
Красноносый нырок
Хохлатая чернеть
Белоглазый нырок
Красноголовый нырок
Морская чернеть
Гоголь
Луток
Большой крохаль
Средний крохаль
Савка

## Соколообразные
Семейство скопиные:
Скопа
Семейство ястребиные:
Осоед
Чёрный коршун
Красный коршун
Орлан-белохвост
Орлан-долгохвост
Белоголовый сип
Чёрный гриф
Стервятник
Бородач
Змееяд
Орёл-скоромох
Болотный лунь
Степной лунь
Луговой лунь
Полевой лунь
Европейский тювик
Ястреб-перепелятник
Канюк
Зимняк
Малый подорлик
Большой подорлик
Степной орел
Могильник
Беркут
Ястребиный орел
Орел-карлик
Семейство соколиные:
Степная пустельга
Обыкновенная пустельга
Кобчик
Чеглок
Дербник
Средиземноморский сокол
Балобан
Сапсан
Шахин

## Курообразные
Семейство фазановые:
Каспийский улар
Азиатский кеклик
Пустынная куропатка
Турач
Перепел

## Журавлеобразные
Семейство журавлиные:
Журавль-красавка
Серый журавль
Семейство пастушковые:
Коростель
Водяной пастушок
Малый погоныш
Погоныш-крошка
Погоныш
Султанка
Камышница
Лысуха
Семейство дрофиные:
Дрофа
Вихляй
Джек
Стрепет

## Ржанкообразные
Семейство рачьи ржанки:
Рачья ржанка
Семейство Кулики-сороки
Кулик-сорока
Семейство Шилоклювковые:
Ходулочник
Шилоклювка
Семейство Авдотковые:
Авдотка
Семейство Тиркушковые:
Степная тиркушка
Луговая тиркушка
Бегунок
Семейство ржанковые:
Чибис
Кречетка
Украшенный чибис
Шпорцевый чибис
Белохвостая пигалица
Золотистая ржанка
Азиатская бурокрылая ржанка
Тулес
Галстучник
Малый зуек
Морской зуек
Монгольский зуек
Большеклювый зуек
Каспийский зуек
Хрустан
Семейство бекасовые:
Вальдшнеп
Гаршнеп
Дупель
Бекас
Большой веретенник
Малый веретенник
Средний кроншнеп
Большой кроншнеп
Щёголь
Травник
Поручейник
Большой улит
Черныш
Фифи
Мородунка
Перевозчик
Камнешарка
Исландский песочник
Песчанка
Кулик-воробей
Белохвостый песочник
Краснозобик
Чернозобик
Грязовик
Турухтан
Круглоносый плавунчик
Плосконосый плавунчик
Семейство поморниковые:
Средний поморник
короткохвостый поморник
Семейство чайковые:
Черноголовый хохотун
Сизая чайка
Клуша
Халей
Хохотунья
Буроголовая чайка
Озёрная чайка
Морской голубок
Черноголовая чайка
Малая чайка
Речная крачка
Чайконосая крачка
Чеграва
Бенгальская крачка
Пестроносая крачка
Большая хохлатая крачка
Бурокрылая крачка
Белощекая крачка
Белокрылая крачка
Белощекая болотная крачка

## Рябкообразные
Семейство рябковые:
Белобрюхий рябок
Сенегальский рябок
Чернобрюхий рябок
Рябок коронованный
Рябок Лихтинштейна

## Голубеобразные
Семейство голубиные:
Сизый голубь
Вяхирь
Клинтух
Обыкновенная горлица
Большая горлица
Малая горлица
Кольчатая горлица
Капская горлица

## Попугаеобразные
Семейство попугаевые:
Индийский кольчатый попугай

## Кукушкообразные
Семейство кукушковые:
Обыкновенная кукушка
Хохлатая кукушка

## Совообразные
Семейство сипуховые:
Сипуха